# Nella Fantasia
Nella Fantasia (traduction littéraire : Dans mon imagination) est une chanson chantée en italien, inspirée de Le hautbois de Gabriel, tiré de la bande sonore du film Mission (1986).
Nella Fantasia est une chanson populaire, composée par Ennio Morricone et écrite par Chiara Ferraù, initialement interprétée en 1998 par Sarah Brightman et depuis reprise en diverses occasions.

## Origines
Nella Fantasia sort pour la première fois en 1998 sur l'album de Sarah Brightman, Eden. En 2006, un clip musical est sorti dans Diva: The Video Collection. En mars 1999, dans une vidéo dans en:One Night in Eden, elle a dit à propos de la chanson :

« Ma chanson suivante était à la base une version instrumentale écrite par le compositeur Ennio Morricone pour le film The Mission. Il y a environ trois ans, j'ai écrit à M. Morricone pour lui demander s'il voulait bien me donner la permission d'en faire une chanson. Il a catégoriquement refusé. Donc, tous les deux mois, je lui écrivais des lettres en le suppliant d'accepter et finalement, lassé par mes suppliques, il a fini par céder. Je suis bien contente qu'il ait accepté, car c'est une très belle chanson. »

— Sarah Brightman

## Parolier
Dans les liner notes d'Eden,  le parolier était indiqué comme étant un certain  Ferraud. Cependant le fansite  Sarahbrightman.co.uk affirme que les paroles italiennes de la chanson auraient été écrites par Brightman elle-même. Dans une critique d'un concert de Sarah Brightman au San Jose Center for the Performing Arts le 14 September 1999, Philip Anderson a écrit que Nella Fantasia... avait été inspirée par une bande originale instrumentale du film The Mission, et que Sarah aurait supplié le compositeur de l'autoriser à rajouter des paroles à la musique. Il est possible que Sarah Brightman ait écrit les paroles de la chanson en anglais et qu'elles aient été traduites en italien par Ferraù. Ajoutant à la confusion, les notes dans l'album suivant de Brightman The Very Best of 1990–2000 (2001), où la chanson figure aussi, spécifient que les compositeurs de la chanson seraient Berta Ferraud et Ennio Morricone. Il est possible que Berta soit un diminutif, et Ferraud une faute de prononciation de Ferraù.